# Quality Gate
Quality Gates (deutsch Qualitätsprüfpunkte) sind Punkte im Ablauf eines Entwicklungsprojekts, bei denen anhand von im Voraus eindeutig bestimmten Qualitätskriterien über die Freigabe des nächsten Projektschrittes entschieden wird.

## Nutzen und Gestaltung
Quality Gates sind eine Weiterentwicklung und Verfeinerung der Meilenstein-Technik.
Entwicklungsprozesse sind nicht vollständig planbar. Sie besitzen, besonders in frühen Projektphasen, kreative oder sogar ergebnisoffene Anteile. Diesem Problem versucht das Stage-Gate-Modell gerecht zu werden. Entwicklungsrisiken und zum Scheitern bestimmte Ideen sollen frühzeitig identifiziert werden. Quality Gates werden an solchen Punkten im Produktentstehungsprozess gesetzt, an die Ressourcen zugeteilt werden. Sie sind zeitlich flexibel, aber inhaltlich scharf formuliert.
Bei Meilensteinen steht der zeitliche Aspekt im Vordergrund: Zu festgesetzten Terminen müssen bestimmte Ergebnisse erzielt sein. In der Praxis führt dies häufig dazu, dass Meilensteine „überfahren“ werden. Quality Gates hingegen sind Synchronisationspunkte, an denen messbare Qualitätskriterien erfüllt sein müssen. Ist dies nicht der Fall, so kann die nächste Projektphase nicht begonnen werden. Ein „Überfahren“ sei – so der Ingenieurwissenschaftler Thomas Prefi – ausgeschlossen.
Laut Prefi findet der Begriff Quality Gates auch bei den Mitarbeitern und Führungskräften Akzeptanz, weil er ihrem natürlichen Qualitätsempfinden entspreche. Das Einführen zusätzlicher Quality Gates vor den großen Meilensteinen Produktionsbeginn und Markteinführung diene dem frühzeitigen Abstellen von Fehlern. Statt eines großen Fehlerstaus an diesen beiden Engstellen gebe es mehrere kleine, besser beherrschbare Prüfpunkte mit der Möglichkeit, das Projekt zu stabilisieren.
Quality Gates dienen zum einen der Qualitätslenkung, indem sie qualitätsabhängige Synchronisierungspunkte im Projekt setzen, zum anderen der Qualitätsmessung. Für ihre Gestaltung können Checklisten von Produkt- und Prozess-Audits verwendet werden.

## Quality Gates in der industriellen Fertigung
Qualitätsgesteuerte Phasenmodelle sind beispielsweise in der Automobilindustrie, Luftfahrtindustrie und im Anlagenbau typisch. In den einzelnen Unternehmen finden Quality Gates jeweils spezifische Ausprägungen und Begriffe. BMW verwendet die Begriffe Gateway und Synchropunkt. Bei Audi spricht man von Q-Checks. General Motors bildete die Begriffe Readiness Review und Moments of Truth, während bei Daimler-Benz der Begriff Quality Gate als solcher verwendet wird.

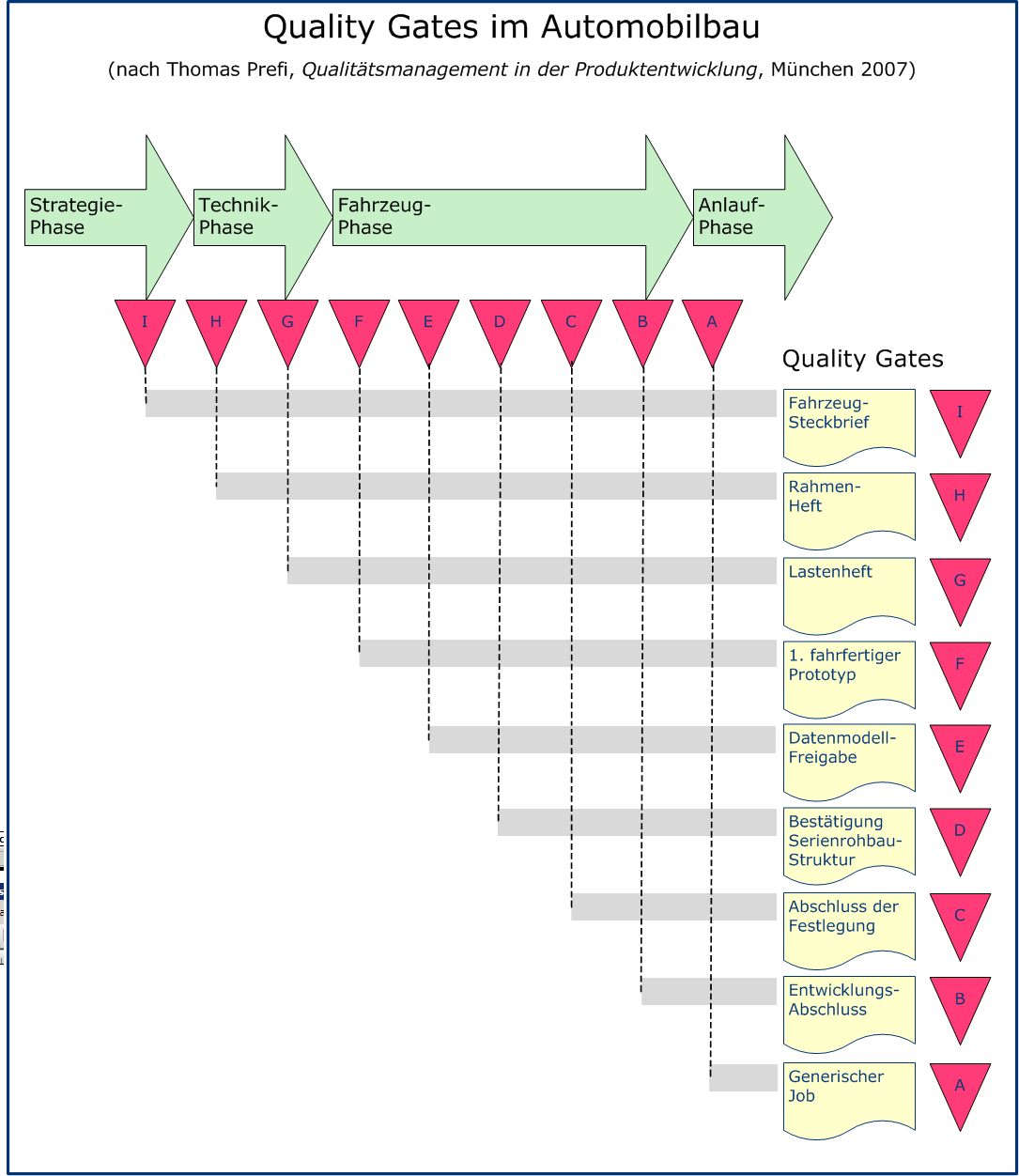
Quality Gates im Automobilbau, bei Daimler-Chrysler in den 1990er Jahren.

Die Abbildung zeigt ein Beispiel für Quality Gates als Fixpunkte im Produktentwicklungsprozess:

## Quality Gates in der Softwareindustrie

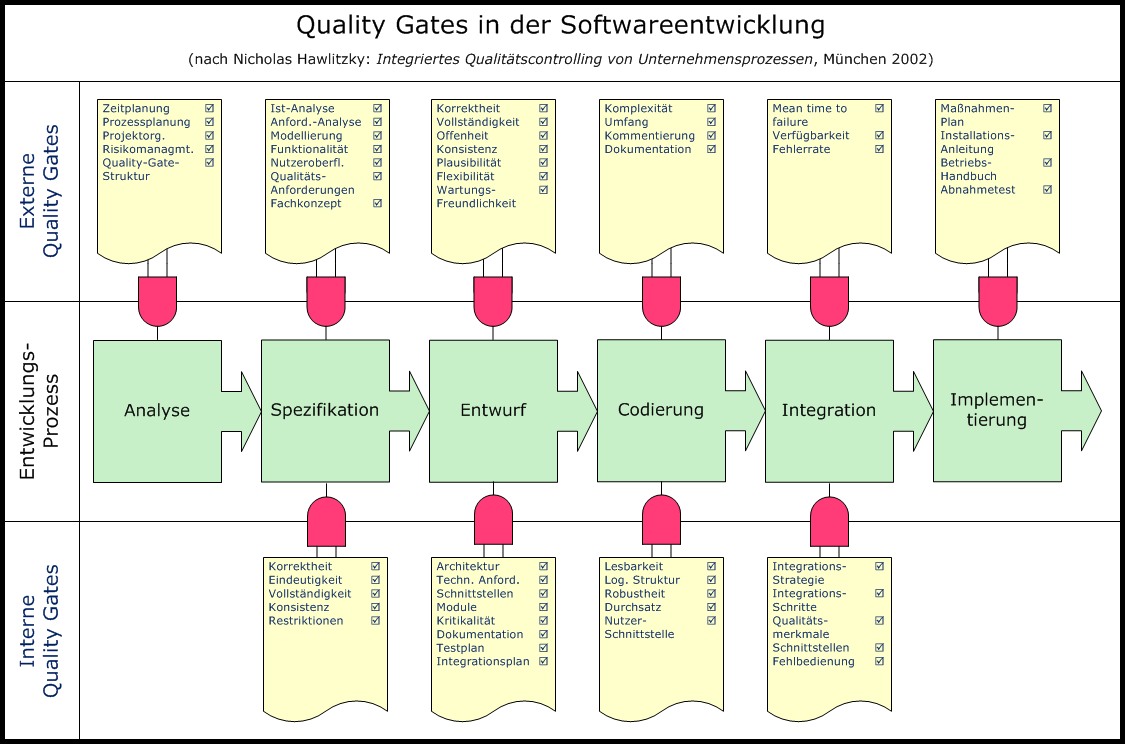
Quality Gates in der Softwareentwicklung.

In dem Beispiel wird nach internen und externen Quality Gates unterschieden. Interne Gates überprüfen interne Anforderungen, beispielsweise das Lastverhalten oder die Codequalität. Externe Gates prüfen die Erfüllung von Kundenanforderungen, beispielsweise Robustheit gegen Fehleingaben oder Bedienbarkeit der Benutzerschnittstelle.